# سیتویت، لیکلند جنوبی
سیتویت (به انگلیسی: Seathwaite) یک روستا در بریتانیا است که در Dunnerdale with Seathwaite واقع شده‌است. سیتویت ۱۲۹ نفر جمعیت دارد.